# Johann Karl Köpping
Johann Karl Köpping, född 1848, död 1914 var en tysk i Sverige och Berlin verksam konstnär.
Köpping var främst verksam som målare och grafiker men verkade även som glaskonstnär. Han erhöll "grand prix" vid världsutställningen i Paris 1900 och guldmedalj vid utställningarna i Berlin och München.